# Borovitsa (distrikt)
Borovitsa (bulgariska: Боровица) är ett distrikt i Bulgarien.   Det ligger i kommunen Obsjtina Ardino och regionen Kărdzjali, i den centrala delen av landet, 190 km sydost om huvudstaden Sofia.